# Technologie alimentaire
 (juillet 2025).
Si vous disposez d'ouvrages ou d'articles de référence ou si vous connaissez des sites web de qualité traitant du thème abordé ici, merci de compléter l'article en donnant les références utiles à sa vérifiabilité et en les liant à la section « Notes et références ».

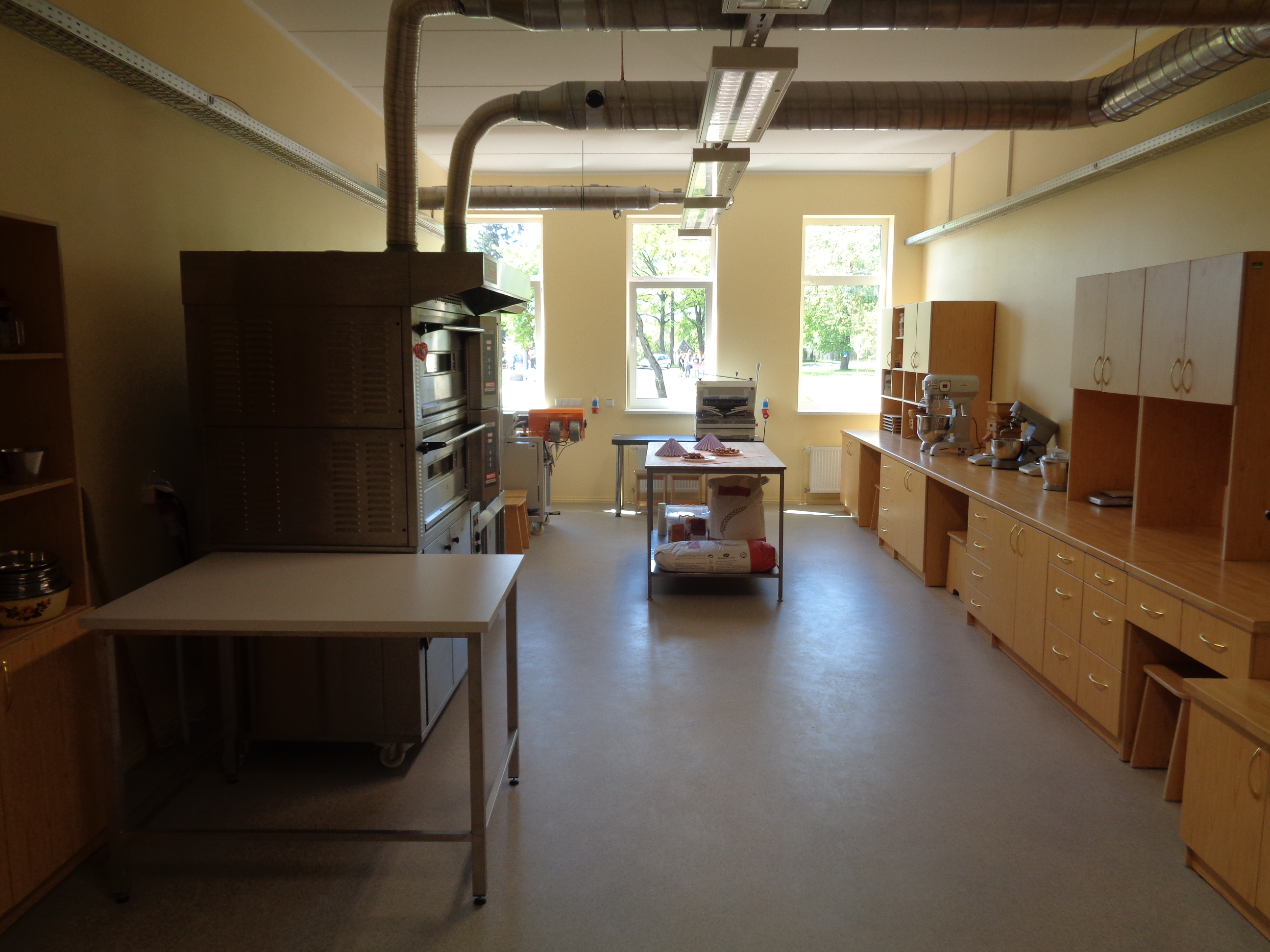
cette image parle de la technologie alimentaire;

La technologie de l'alimentation  est l'application de la science alimentaire et des techniques scientifiques à la sélection, la conservation, la transformation, le conditionnement, la distribution et l'utilisation des aliments en vue d'une alimentation saine et équilibrée, de bonne valeur nutritionnelle et qualité organoleptique[réf. nécessaire].
Les scientifiques et les techniciens de l'alimentation étudient la composition des aliments sous les aspects physiques, microbiologiques et chimiques. 
En fonction de leur domaine de spécialisation, les spécialistes de l'alimentation peuvent mettre au point des méthodes de traitement, de conservation, d'emballage ou de stockage des denrées alimentaires, en respectant les spécifications de l'industrie et du gouvernement et les normes réglementaires.
Dans certaines écoles, la technologie alimentaire fait partie du programme d'études et des enseignements, à côté des savoirs concernant la cuisine, la nutrition et les procédés de fabrication de produits alimentaires.
Les premières recherches dans le domaine de la technologie alimentaire sont anciennes.
L'invention en 1810 du procédé de l'appertisation, par Nicolas Appert fut une étape décisive.
Le procédé ne s'appelait pas alors mise en conserve et Appert n'en connaissait pas en réalité les principes de fonctionnement, mais la conserve a eu un impact important sur les techniques de conservation des aliments.
Les recherches de Louis Pasteur sur l'altération du vin et sa description de la manière de l'éviter en 1864 fut un premier essai pour donner des bases scientifiques à la technologie alimentaire. Outre ses recherches sur l'altération du vin, Pasteur fit aussi des recherches sur la production de l'alcool, du vinaigre, des vins et de la bière et sur l'acidification du lait. Il mit au point le procédé de la pasteurisation — procédé de chauffage du lait et des produits laitiers pour détruire les éventuels microorganismes pathogènes responsables de la dégradation des aliments et causes d'affections. Par ses recherches dans le domaine de la technologie alimentaire, Pasteur fut un pionnier en bactériologie et en médecine préventive moderne.
À partir des années 1940 - 1950, les quatre premières facultés américaines qui ont enseigné cette matière sous différents noms (dont celles de l'université du Massachusetts et de l'université de Californie) ont été rebaptisées « food science »,  « food science and technology », ou sous des appellations variantes similaire.